# Andrena sagittagalea
Andrena sagittagalea är en biart som beskrevs av Ribble 1968. Andrena sagittagalea ingår i släktet sandbin, och familjen grävbin. Inga underarter finns listade i Catalogue of Life.